# 유식자 읽기
유식자 읽기(일본어: 有職読み)란 본디 한자 새김(훈)으로 읽어야 할 인명이나 지명 등을 한자음으로 음독하는 것을 가리킨다. 사람의 이름을 유식자로 읽을 경우에는 존경하는 의미일 때에도, 야유하는 의미일 때도 있다. 다만, 太郞처럼 원래부터 음독하는 이름은 유식자 읽기를 할 수 없다. 2006년 무렵에 일본어 위키페디아에서 유식자 읽기를 '헤이안 시대부터 내려온 관습으로, 사람의 이름을 유식자로 읽으면 존경하는 의미'라고 설명한 글이 올라가 잘못된 관념이 퍼지기도 했으나 오류이다.

## 정확한 이름을 모르는 경우
한자로 기록된 옛 일본 인물 가운데 읽는 법을 뚜렷이 알 수 없는 경우는 음독해서 읽는데, 결과적으로 유식자 읽기가 된다. 헤이안 시대의 일본 궁녀인 세이쇼나곤이 모셨던 中宮定子는 定이란 한자에 대응하는 훈이 두 종류이상이어서 확실하지 않기 때문에 음독해서 테-시라고 읽는다. 현대 인물이라도 알 수 있는 정보가 한자뿐일 경우는 먼저 음독하고 보는 경우가 있다. 田中均는 바른 독음이 다나카 히토시지만,  均이란 한자를 다르게 읽을 수도 있기 때문에 이시하라 신타로가 다나카 킨이라고 음독해서 읽은 사례가 있다. 또한, 제2차 세계대전 종전 당시 옥음방송을 진행하였던 아나운서 와다 노부카타의 '노부카타(信賢)'를 훈음으로 읽지 않고 '신켄'이라고 읽는 경우도 있다.

## 같이 보기
- 유직고실